# Moviment d'insubmissió a Espanya
La insubmissió a Espanya va ser un moviment antimilitarista de desobediència civil al servei militar que va existir a Espanya des de finals dels anys 80 fins a l'abolició del servei militar obligatori el 31 de desembre de 2001.

## Història
L'antecedent posterior de la insubmissió va ser el moviment d'objectors de consciència, iniciat en els últims anys del règim de Franco, moviment que pretenia el reconeixement legal del dret a no realitzar el servei militar per motius de consciència. Els objectors es negaven per tant a incorporar a l'exèrcit i eren processats per això, i en molts casos acabaven en presons militars. El 1984, el Congrés dels Diputats va aprovar una Llei d'Objecció de Consciència que reconeixia el dret dels objectors, establint un servei civil de 18 mesos de durada, anomenat prestació social substitutòria (PSS), com a alternativa al servei militar obligatori. Els processats van ser llavors amnistiats i van quedar lliures de les seves obligacions militars. Un grapat d'ells, però, considerant que la durada més gran de la PSS penalitzava els objectors, que es tractava de treballs forçats que eliminaven llocs remunerats i que l'objectiu havia de ser la desaparició total del servei militar, va renunciar a l'amnistia i va tornar a quedar en disposició de ser cridat a armes.
Quan l'exèrcit va voler tornar a reclutar, els anomenats "insubmisos" es van negar tant a incorporar-se a files com a acollir a l'objecció de consciència. En fer-ho incorrien en un delicte i tornaven a ser processats, però l'existència d'una opinió pública majoritàriament desfavorable al servei militar obligatori feia que els processos judicials, sobretot quan incloïen empresonament, suposessin un cost polític considerable per al govern.
La negativa a fer el servei militar estava penada pel codi penal militar i formava part de la jurisdicció de l'exèrcit, sent la pena mínima per aquest delicte la d'un any de presó. La negativa a realitzar la PSS estava penada pel codi penal ordinari amb dos anys, quatre mesos i un dia de presó.
En els anys següents va augmentar exponencialment el nombre de joves que es negaven a incorporar-se a files, arribant a cent-mil en 1990 o bé que, un cop reconeguts com a objectors de consciència, refusaven fer la PSS. Si la repressió contra els insubmisos era complicada donat l'ampli suport social amb què comptaven, era encara més difícil quan havia de realitzar la justícia militar, ja que els tribunals militars eren presentats pels antimilitaristes com "jutge i part" i els processats no havien arribat a formar part de l'exèrcit, de manera que continuaven de ser civils: el pas de civils per tribunals i presons militars evocava massa l'època de Franco. Així doncs, l'exèrcit va sol·licitar al govern que l'alliberés de les tasques de repressió de la insubmissió, la qual cosa es va dur a terme fent que els insubmisos a la mili fossin jutjats per tribunals ordinaris, al principi aplicant el codi militar i més tard un codi penal reformat que incloïa el delicte de negativa a fer el servei militar, amb una pena augmentada per equiparar-la a la qual s'aplicava als insubmisos a la PSS.
La insubmissió va ser un moviment assembleari i descentralitzat que no va aconseguir ser capitalitzat per cap partit polític. A les principals ciutats existien assemblees d'insubmisos, al voltant de les quals es formaven grups de suport que es coordinaven entre si en diferents fòrums antimilitaristes. Els grups més importants van ser el Moviment d'Objecció de Consciència (MOC), proper als plantejaments de la no-violència, i una constel·lació de col·lectius anomenats genèricament Mili KK, més vinculats a l'esquerra extraparlamentària, encara que les línies de divisió mai van ser netes. També els grups anarquistes van tenir un paper important en la lluita antimilitarista, promovent la major part d'ells la insubmissió total (com les organitzacions CNT i FIJL). Van aparèixer també nombrosos col·lectius, revistes, iconografia i música antimilitars. En vigílies de la desaparició del servei militar el nombre d'insubmisos superava la desena de milers.
La insubmissió va tenir sobretot un caràcter netament antimilitarista. Tanmateix, també hi va haver persones que es van adherir a la insubmissió per motius diferents, sobretot en els últims temps: persones partidàries d'un exèrcit professional o nacionalistes bascos, catalans, gallecs, etc., no necessàriament antimilitaristes, que es negaven a servir en un exèrcit "espanyol".

## Estratègia
Quant a l'estratègia a seguir en la desobediència civil, hi va haver també diferents postures:
- Estaven en primer lloc els que optaven per no procurar lliurar-se de la presó, considerant que l'existència de presos de consciència afavoria els objectius de la insubmissió ja suposava un alt cost polític per a l'Estat.

- Un altre grup, en canvi, procurava evitar la presó mitjançant una treballada defensa legal, ja que consideraven que la llibertat (provisional o definitiva) era una petita victòria i que l'empresonament podia dissuadir els joves en edat militar de fer-se insubmisos.

- Un tercer grup (conegut de vegades com "invisibles") es declarava insubmís també als tribunals i no acudia a les citacions i molt menys a les ordres d'ingrés a la presó. Sobrevivien en la clandestinitat amb ordres de crida i cerca pesant sobre ells fins que a vegades eren localitzats i detinguts. Molts, però, van aconseguir mantenir lliures fins a la desaparició del servei militar. Aquesta estratègia era defensada i practicada també pel Col·lectiu Antimilitarista Pro-Insubmissió (CAMPI), que rebutjava el dret de tot tribunal a jutjar la legitimitat de les seves idees, així com d'altra banda el compliment d'una PSS considerada com una punició arbitrària que proporcionava una força de treball gratuïta a l'Estat, traient oportunitats d'ocupació a persones qualificades per aquestes funcions. Aquest col·lectiu era actiu en moltes ciutats.

Els qui no estaven en situació de ser insubmisos (homes que ja havien fet el servei militar i dones) van posar en marxa iniciatives de "autoinculpació": basant-se en el principi jurídic que qui indueix al delicte és també culpable, signaven declaracions acusant-se a si mateixos d'haver induït a un o altre insubmís a cometre el seu delicte. En general les autoinculpacions no van ser admeses pels jutjats, però van servir perquè molta gent establís un vincle actiu amb la insubmissió, entre ella destacats intel·lectuals, polítics, cineastes, cantants, actors i altres personalitats.
La insubmissió va ser un moviment de desobediència civil sense parangó en cap altre país europeu, sent el seu antecedent més proper en l'anomenat món occidental la desobediència a la guerra del Vietnam als Estats Units. Els intents de fer alguna cosa semblant en altres països, com Alemanya o França, van fracassar al no comptar amb massa suport social. S'ha atribuït l'èxit de la insubmissió a Espanya a una mena de sentiment antimilitarista suposadament arrelat a la societat espanyola i vinculat tant a la resistència contra el reclutament forçós durant les Guerres Carlistes com a la lluita contra les guerres de Melilla i del Rif entre 1909 i 1927, i fins i tot hi ha qui ha volgut establir una relació amb la gran difusió de l'anarquisme a Espanya (desconeguda en altres llocs) a les primeres dècades del segle xx.
La insubmissió va provocar la reducció del servei militar de 12 a 9 mesos i més tard la seva total desaparició.

## Cronologia
1937
- Antonio Gargallo Mejía afusellat a Jaca el 18 d'agost de 1937 per negar-se a incorporar-se al Regiment 17, membre dels Testimonis de Jehovà.

1960-1970
- Centenars de «Testimonis de Jehovà» romanen a la presó, amb penes de més de deu anys, per negar-se a complir el servei militar obligatori. Al castell de Sant Ferran (Cadis) compleixen llargues condemnes més de 200 objectors de consciència, membres dels testimonis de Jehovà.
- Condemnes en cadena.
- Primers campaments de no-violència.

1970
- Primer intent, infructuós, de legislació de les corts franquistes sobre l'objecció de consciència.

1971
- El govern retira el segon projecte de Llei d'Objecció de Consciència davant el rebuig de les Corts.
- Detenció de Pepe Beunza i Consell de Guerra a València
- Campanya internacional de suport: marxa des de Ginebra fins a la presó de València.
- Altres objectors segueixen la via oberta per Pepe Beunza.

1972
- Cristóbal Halffter compon «Gaudium et Spes» en honor de Pepe Beunza.

1974
- Gonzalo Arias i Pepe Beunza promouen el «Voluntariat per al Desenvolupament».

1975
- Primers grups d'objectors.
- Es presenta el projecte de «Voluntariat per al Desenvolupament» amb més 1.250 signatures de persones disposades a realitzar-lo.
- Es posen en marxa projectes de «serveis civils autogestionats»: Can Serra (Hospitalet de Llobregat) i després Bilbao, Madrid, Màlaga, Tarragona, Vic i València.

1976
- Hi ha 285 objectors empresonats.

1977
- El ministre de Defensa, Manuel Gutiérrez Mellado, emet l'ordre d'«incorporació ajornada».
- La Llei d'Amnistia a presos polítics posa en llibertat els objectors.
- Es forma el Moviment d'Objectors de Consciència per coordinar els diferents grups d'objectors.
- Rebuig a la Llei d'Objecció de Consciència per motius religiosos.

1978
- Aprovació en plebiscit d'una nova constitució, que designa el èxèrcit com «garant de la integritat territorial», «la llei fixarà les obligacions militars, l'objecció de consciència i el resta d'exempcions del servei militar obligatori i podrà imposar, si s'escau, una prestació social substitutòria ».

1979
- Congrés del MOC a Landa (Àlaba): primera declaració ideològica.

1980
- Detencions d'objectors acusats d'injúries als exèrcits: multitud d'accions de suport a tot Espanya.
- Gira de contactes internacionals del MOC.

1981
- Intent de cop d'Estat.
- Ingrés d'Espanya a l'OTAN.

1982
- El PSOE guanya les eleccions generals.
- Programa FACA, adquisició d'avions de combat F-14.
- L'assemblea andalusa de no-violència crida a la desobediència a les despeses militars: primera campanya d'«objecció fiscal».
- Marxa internacional no violenta per la desmilitarització a Andalusia.

1983
- Projecte de Llei d'Objecció de Consciència.
- El MOC anuncia que no acatarà la llei.

1984
- Assemblea de Vallvidrera (Barcelona): es planeja la campanya d'objecció col·lectiva.
- Neix MiliKK a Catalunya
- 28 de desembre: s'aprova la Llei d'Objecció de Consciència.

1985
- Recursos d'inconstitucionalitat contra la Llei d'Objecció de Consciència, un d'ells de l'Oficina del Defensor del Poble.
- Campanya d'«objecció col·lectiva».
- El CNOC accepta prop de 15.000 declaracions col·lectives.
- Ultimat l'esborrany del Reglament de la PSS.
- Fundació de l'Associació d'Objectors de Consciència (AOC).

1986
- Referèndum sobre la permanència de l'Espanya en l'OTAN: àmplia mobilització social pel NO.
- Segon congrés del MOC.

1987
- El Tribunal Constitucional desestima el recurs d'inconstitucionalitat de la Llei d'Objecció de Consciència.
- L'Associació Pro Drets Humans concedeix el seu premi anual a l'«Objecció de Consciència».
- El MOC defineix les seves línies d'acció davant la llei: insubmissió a la PSS, boicot a les entitats que col·laborin amb la implantació de la PSS.

1988
- Entra en vigor el reglament de la PSS. Creu Roja oferta 500 places.
- El Consell Nacional d'Objecció de Consciència comença a rebutjar les declaracions col·lectives d'objecció de consciència.
- Els grups d'objecció preparen la campanya de desobediència civil a la Llei d'Objecció de Consciència.
- Amnistia Internacional reconeix a José M. Fierro, objector sobrevingut, com «pres de consciència».
- Decret-Llei d'incorporació de dones a l'exèrcit.
- Reforma de la legislació militar i primeres incorporacions de dones a les Forces Armades.

1989
- Primeres presentacions col·lectives d'objectors insubmisos.[3]
- Amnistia encoberta: passen a la reserva la majoria dels objectors en «incorporació ajornada».
- 43 objectors comencen a complir la PSS.
- Enrique Múgica,  ministre de Justícia, acusa els insubmisos d'«utilitzar l'objecció de consciència per desestabilitzar l'Estat democràtic i estar recolzats pels radicals i violents» i els adverteix que «tot el pes de la llei »cauria sobre ells.
- Manifest per l'abolició del servei militar obligatori i autoinculpacions.
- Jutjats els dos primers insubmisos, de Mili KK: són condemnats a 13 mesos de presó.
- Primer congrés estatal d'«objecció a la despesa militar» a Madrid

1990
- 386 objectors compleixen la PSS.
- Hi ha 2.450 insubmisos; 130 d'ells són detinguts.

1991
- Judicis a diversos insubmisos a la PSS a Albacete.
- Primeres condemnes de 2 anys, 4 mesos i 1 dia.
- Guerra del Golf: deserten diversos reclutes destinats a les  fragates espanyoles que havien de ser enviades a la guerra. Amnistia Internacional els reconeix com « presos de consciència».
- Vaga de fam d'insubmisos i desertors a la presó militar d'Alcalá.
- Fort augment de l'objecció de consciència.
- El ministre de Defensa declara que «no hi ha un sentiment generalitzat contra el servei militar obligatori, sinó capes contràries als conceptes de sacrifici i solidaritat».
- Reformada Llei del servei militar: els casos d'insubmissió passen a la jurisdicció civil i les penes augmenten a 28 mesos.

1992
- Se celebren 107 judicis contra insubmisos.
- La Unió Progressista de Fiscals critica públicament la instrucció del fiscal general de l'Estat de demanar l'ingrés a la presó dels insubmisos.
- Primeres sentències absolutòries.
- Es denuncia la repressió selectiva: campanya «o tots o cap».
- Enviament de tropes espanyoles a Bòsnia i Hercegovina: UNPROFOR.

1993
- Els parlaments basc i català s'aproven mocions a favor de despenalitzar la insubmissió.
- Modificació del Reglament Penitenciari: als insubmisos se'ls aplicarà directament el tercer grau penitenciari.
- Inici de la campanya de desobediència al tercer grau: el «plantada».

1994
- Es filtra a la premsa un informe confidencial del CESID sobre el moviment antimilitarista.
- Objectors destinats a Bòsnia i Hercegovina denuncien la seva instrumentalització i signen un escrit de suport als insubmisos.
- Pla Especial de PSS: es condicionen les subvencions a entitats privades a acollir prestacionistes.
- Juan Alberto Belloch, ministre de Justícia, reconeix públicament que el creixement la insubmissió és un «problema d'Estat».
- 188 insubmisos compleixen condemna de presó.
- Continuen els «plantes».
- Vaga de fam limitada de 46 insubmisos presos a la presó de Pamplona. Dispersió de 8 d'ells.

1995
- S'aprova el nou Codi Penal: els insubmisos seran «inhabilitats», encara que es manté la presó com càstig per als insubmisos al servei militar obligatori.

1996
- Entra en vigor el nou codi penal.
- Es crea al País Basc l'associació d'ajuntaments «insubmisos» EUDIMA.
- Hi ha 348 insubmisos presos, 54 d'ells en segon grau.
- Defensa dona a conèixer que només un de cada cinc objectors fa la PSS.
- El Partit Popular guanya les eleccions i anuncia la total professionalització de les Forces Armades per al 2003.

1997
- Defensa inverteix 2000 milions de pessetes en una intensa campanya d'imatge i reclutament de l'Exèrcit professional.
- El MOC posa en marxa la «Insubmissió a les casernes»: primeres presentacions d'«insubmisos-desertors».
- Les universitats del País Basc i Aragó, l'Ajuntament de Sant Sebastià, PNB, EA, IU i HB es neguen a executar les inhabilitacions a insubmisos.
- Primers consells de guerra i empresonaments d'insubmisos-desertors. Les condemnes són de 2 anys i 4 mesos de presó militar.
- Operació «ximple l'últim»: es presenten prop de 130.000 sol·licituds d'objecció de consciència.
- L'insubmís Enrique Mur mor a la presó de Torrero (Saragossa). El col·lectiu d'insubmisos en tercer grau havia denunciat prèviament la deficient assistència sanitària.

1998
- S'obren processos a més de 40 antimilitaristes per accions d'ocupació d'instal·lacions militars.
- Reforma del codi penal: es rebaixa a 4 anys la durada mínima de la inhabilitació als insubmisos.
- Indults a insubmisos presos en tercer grau.
- Marxa a la presó militar d'Alcalá d'Henares.
- Les xifres del reclutament professional baixen a menys de tres aspirants per plaça.
- Entra en vigor amb caràcter retroactiu la nova LOC. Iguala la durada del servei militar obligatori i la PSS i passa a la reserva a milers d'objectors en espera. La borsa dels pendents per pròrroga supera el milió de persones.

1999
- L'exèrcit espanyol participa en els bombardejos de l'OTAN sobre Iugoslàvia.
- Noves presentacions d'insubmisos-desertors.
- Consells de guerra a antimilitaristes «civils» per dur a terme accions no violentes en instal·lacions militars.

2000
- 12 insubmisos-desertors a la presó militar d'Alcalá.
- El govern anuncia que la substitució que abandona les casernes al desembre de 2001 serà l'últim a fer el servei militar obligatori.
- Últim sorteig del servei militar obligatori: festes i accions antimilitaristes de diversos llocs del territori espanyol.
- El govern s'aplica a 460 insubmisos la reforma de 1998 al codi penal, que redueix la durada de la inhabilitació a 4 anys, i el presenta mediàticament com indults parcials.

2001
- El Partit Popular impedeix amb els seus vots al congrés la despenalització de la insubmissió.
- Els últims soldats de reemplaçament abandonen les casernes; només han fet la mili 5000 dels 91.000 sortejats.
- Hi ha 76.000 soldats professionals en lloc dels 102.000 previstos en els plans de Defensa.
- Set insubmisos-desertors romanen a la presó militar d'Alcalá d'Henares malgrat la desaparició del servei militar obligatori.
- El MOC inicia el seu III Congrés a Aguadulce.
- Manifestació a Alacant contra el Dia de les Forces Armades: protesten 5.000 ciutadans. Dos antimilitaristes del Grup Tortuga romanen 12 hores a la part alta d'una palmera del passeig on s'anava a celebrar, sense poder ser desallotjats per la policia.

2002
- El govern es veu forçat a reformar el Codi Penal i el Codi Penal Militar per eliminar els delictes relacionats amb la insubmissió: amnistia per prop de 4000 insubmisos processats i uns 20 insubmisos en les casernes.
- Segona i tercera etapa del III Congrés del MOC a Amayuelas (Palència) i Rota (Cadis) en les que acaba de perfilar la seva proposta de lluita antimilitarista després de la insubmissió.